# بان (نبات)
البان  أو المورنغا (الاسم العلمي: Moringa) جنس نباتي يتبع الفصيلة البانية من رتبة الكرنبيات.
تُستخدم كغذاء مكمل، لأمراض سوء التغذية. حيث تحتوي على نسبة عالية من الفيتامينات، فتحتوي سبعة أضعاف فيتامين سي الموجود في البرتقال، وأربعة أضعاف فيتامين أ الموجود في الجزر، وأربعة أضعاف الكالسيوم الموجود في الحليب، وتُسوق في السودان.

## الاسم العلمي
تغنى الشعراء بشجرة البان وأطلقوا عليها اسم شجرة الحب أو شجرة غصن البان لأن قامتها طويلة ممشوقة، وتوصف المرأة عند العرب بأنها كغصن البان لو كانت طويلة وعودها مفرود- ومن أسماء شجرة المورينجا: شجرة اليســر – شجرة اليسار - شجرة البهين - شجرة الحياة - كما يطلق عليها شجرة الرواق لما لها من خصائص في تنقية المياة حيث لها خاصية تجميع وترسيب الشوائب العالقة بالماء فتعمل على تنقية المياة من الشوائب والبكتيريا في نفس الوقت بكفاءة تصل الي 99% ويمكن استخدامها في تنقية مياة الترع والمصارف
وهي من الأشجار سريعة النمو يصل ارتفاعها إلى أكثر من عشرة أمتار، وتتكاثر بالبذرة أو العقل.
الجزء المستعمل: البذور وتعرف بالحبة الغالية، الجذور، الثمار، الأوراق، الأزهار، الساق تبعاً للمناخ المحلي ووفق عوامل البيئة الزراعية العامة.

## النضج
تنمو في البيئات الحارة ونصف الجافة والجافة في المناطق المعتدلة والدافئة في أغلب أنواع الأراضي. والبيئــة قارتى آسيا وأفريقيا وفي الجزيرة العربية حيث نشأت المورينجا بيرجرينا (Moringa peregrina) والتي تسمى أيضا Moringa arabica فقد لوحظ أن بعض الأهالي بالقرى المحيطة بالمدينة المنورة وفي منطقة الوجه ومنطقة تهاما يعرفون هذه الشجرة ويطلقون عليها بعض الأسماء المحلية كشجرة اليسر أو شجرة البان أو شجرة البهين وأنهم يقطفون ثمارها لاستخراج الزيت بطرق تقليدية تتمثل في تكسير البذور وغليها في الماء وقطف الزيت من سطح الماء في اليوم التالي.وقد لوحظ أن الزيت يحظى بمكانة خاصة وأنه يباع بأسعار مرتفعة ويستغل في مجالات عديدة تشمل الطبخ والعلاج ومسح البشرة للترطيب والوقاية من لفحات الشمس، ولم تدون أي استعمالات أخرى لأوراق أو ثمار الشجرة وسط أهالي في المناطق المشار إليها كما هو الحال في بعض الأقطار الآسيوية والأفريقية، كما لم تحظ الشجرة العربية بالقدر المطلوب من البحث العلمي والمتابعة. وفي مرتفعات الدرع العربي لللمنطقة المتددة من المدينة المنورة وحتى الوجه شمالاَ لوحظ أن قطعان الماشية من الظان والماعز والبقر والجمال ترعى الأشجار المتناثرة على سفوح الجبال والوديان وأن رعى أشجار اليسر يؤدى إلى زيادة إدار الحليب والسمنة وزيادة الخصوبة وقوة التحمل كما أن حليب القطعان التي ترعى على شجرة اليسر يساعد على بناء الجسم والمحافظة على الصحة العامة. ولتطابق هذه المعلومات الأولية مع نتائج العديد من الدراسات التي أشارت للقيمة الغذائية لأوراق شجرة اليسر للإنسان والحيوان

## موطن العائلة
شجرة المورينجا تنمو في الأراضي القاحلة والحارة حيث تتحمل الجفاف وتمتاز بسرعة النمو، وهي تعتبر من أسرع الأشجار في النمو حيث يصل ارتفاعها إلى أكثر من مترين في أقل من شهرين وأكثر من ثلاثة أمتار في أقل من عشرة أشهر من زراعة البذور وقد يصل ارتفاعها إلى ما بين 9 و12 مترا خلال ثلاث سنوات.
تحتوى عائلة المورينجا على 14 صنف من أصناف المورينجا المختلفة، ولها عدة أسماء حول العالم، فيما يطلق عليها في في بعض المواقع الغربية اسم شجرة الحياة أو الشجرة المعجزة لانها تحمل جوانب إنسانية عديدة للفقراء لما يمكن أن تمثله من مصدر غذائي كامل لهم ولاسيما أنها تنمو بريا وتنتشر في بلاد عديدة من قارتى آسيا وأفريقيا.
أن أوراق شجرة البان تحتوى على 30 م جراما من الكالسيوم وهومايوازى محتوى أربعة أمثال من الحليب ومن البوتاسيوم مايوازى ثلاثة أضعاف محتواه في الموز. وقال ان هذه الاوراق تحتوى على فيتامين (ج) مايوازى محتواه في سبعة مرات من عصير البرتقال وفيتامين (أ) مايوازى أربعة أضعاف محتواه في الجزر ومن الحديد مايوازى ثلاثة أضعاف محتواه في السبانخ ومن البروتين ما يعادل مرتين في الحليب أو ما يعادل بيضة.
يطلق على شجرة المورينجا من صنف (Moringa Peregrina) شجرة البان وقد تغنـى بهــا الشـــعــراء ونالت اهتمام العديــد من الباحثـين.
البان شجـرة لها فوائد عديدة قيمتها الغذائية ما زال العلماء يعملون على اكتشافها، وشجرة البان يطلق عليها بالعربية اسم اليسر أو الحبة الغالية أو شجرة الفقراء.
- ويقال أن زيت هذه الشجرة يفوق في قيمته الغذائية زيت الزيتون.
ان هذه الشجرة تسـاعد على عــلاج أنيمـيا الـدم وأمـراض القـلب والمخ والأعصاب والسرطان والسكر إلى جانب مفعوله في الوقاية من الإصابة بفقدان البصر الناتج من نقص فيتامين (أ) فيما أجمع عدد من الأطباء على القيمة الفعالة للشجرة في علاج أمراض التهاب المثانة والبروستاتا والسيلان والزهرى والحمى الصفراء والروماتيزم.
الشجرة المعجزة.. مورينجا، إسمحوا لى أن أقدم لكم معلومات عن تلك الشجرة: مورينجا اسم شجرة تتميز بالآتى (1)
تنقية المياه: معالجة مياه الشرب ومياه الصرف (2)
استخدامات طبية: ورد عنها في الطب الشعبي الهندي أنها تعالج 300 مرض، لاحتوائها على الحمض الدهني الغير مشبع مثل حبة البركة (3)

## غذاء
للإنسان: يستخلص من «جميع» أجزاء الشجرة مواد غذائية عالية القيمة وتطبخ أورقها كالسبانخ ونسبة الحديد بها أكثر
للحيوان: يصنع منها علف جيد للحيونات
أسماك: تم استخراج غذاء للأسماك في نيكاراجوا من الشجرة
النحل: نظراً لنضارة الزهرة «طول العام» أصبحت مرعى مفضل للنحل (4)
استخدامات زراعية:- جذور الشجرة المتشعبة مثل «الشمسية» تزيد نسبة الرطوبة في التربة حتى في أوقات الجفاف.- تستخدم كحاجز للرياح والأتربة بين القطع الزراعية وتلقى بظل كبير نظرا لإرتفعها؛ قد يصل لـ 12 متر.- يستخرج منها سماد أيضاً (5)

## الاستخدامات
الزيت: لأن ورقها يحتوى على نسبة 40 % من زيت يضاهي زيت الزيتون
الورق: من خشب جذع الشجرة.وقود: من الزيت والخشب
النسيج: خشب الشجرة المميز يساعد في صناعة ألياف معينه تستخدم في النسيج
مشروبات: تقوم بعض الشركات الآسيوية بصناعة مشروب منعش مثل المشروبات الغازية
مستحضرات التجميل: من الزيوت وتطحن بعض الأجزاء لصناعة بودرة تجميل.

## أماكن زراعتها في العالم
زراعة المورينجا تزداد في جميع أنحاء هندوراس وأمريكا الجنوبية
ولكن هنالك مطالبات تعتبر مربحة لمكافحة إزالة الغابات؛ فالمورينجا ليس النبات الأصلي
لتلك الغابات في العالم الجديد. بدًأ من عام 2012 قُدِّمَ الدعم لمزارعيّ المورينجا
من قبل الحكومة الاتحادية في هندوراس من خلال وزير الزراعة وشركات الاستثمار الأجنبي
الخاص. المتاجر التي تبيع هذه النبتة في انتشار وتزايد كبير لسهولة وسرعة نموها ولاحتواءها
على نسبة عالية من المغذيات.
كما زرعت في السنوات الأخيرة بجنوب تونس (تحديدا في ولاية تطاوين) وأثبتت نجاعتها وتأقلمها مع المناخ شبه الصحراوي.